# Buck Run
Buck Run és una concentració de població designada pel cens dels Estats Units a l'estat de Pennsilvània. Segons el cens del 2000 tenia 203 habitants.

## Demografia
Segons el cens del 2000, Buck Run tenia 203 habitants, 72 habitatges, i 54 famílies. La densitat de població era de 130,6 habitants per quilòmetre quadrat.
Dels 72 habitatges en un 36,1% hi vivien nens de menys de 18 anys, en un 58,3% hi vivien parelles casades, en un 9,7% dones solteres, i en un 25% no eren unitats familiars. En el 23,6% dels habitatges hi vivien persones soles el 12,5% de les quals corresponia a persones de 65 anys o més que vivien soles. El nombre mitjà de persones vivint en cada habitatge era de 2,82 i el nombre mitjà de persones que vivien en cada família era de 3,24.
Per edats la població es repartia de la següent manera: un 27,1% tenia menys de 18 anys, un 6,9% entre 18 i 24, un 29,1% entre 25 i 44, un 18,2% de 45 a 60 i un 18,7% 65 anys o més.
L'edat mediana era de 38 anys. Per cada 100 dones de 18 o més anys hi havia 105,6 homes.
La renda mediana per habitatge era de 32.292 $ i la renda mediana per família de 29.375 $. Els homes tenien una renda mediana de 35.417 $ mentre que les dones 22.143 $. La renda per capita de la població era d'11.397 $. Entorn del 18% de les famílies i el 18,1% de la població estaven per davall del llindar de pobresa.

## Poblacions properes
El següent diagrama mostra les poblacions més properes.